# Regione di Tagant
La regione di Tagant (in arabo: ولاية تكانت) è una regione (wilaya) della Mauritania con capitale Tijikja.
La regione è suddivisa in 3 dipartimenti (moughataas):
- Moudjeria
- Tichit
- Tijikja

Altre città principali sono Tichit e Rachid, Nbeika. La regione confina con quelle mauritane di Adrar a nord, Hodh Ech Chargui ad est, Hodh El Gharbi ed Assaba a sud, ed infine con  quella di Brakna ad ovest. Il bacino di Aoukar, che prima dava formalmente il nome alla regione maggiore, si trova nella parte meridionale di Tagant.   
Nel 2013, la popolazione della regione era di 80962 abitanti, contro gli 88736 del 2011. La popolazione femminile ammontava al 47,09% e quella maschile al 52,91%. Nel 2008, la percentuale della popolazione attiva era del 51% e quella di dipendenza economica era dello 0,81. Nel 2008, la percentuale di alfabetizzazione della popolazione oltre i 15 anni di età era del 58,10%.